# Willy Hoffmann (Architekt)
Hermann Willy Hoffmann (* 15. Juni 1878 in Halle (Saale); † 1977 in Bad Soden am Taunus) war ein deutscher Architekt.

## Leben
Hoffmann studierte ab 1897 Architektur an der Technischen Hochschule (Berlin-)Charlottenburg. 1904 erhielt er den Schinkelpreis für Architektur und wurde in den Architekten- und Ingenieur-Verein zu Berlin (AIV) aufgenommen. 1907 erhielt er eine Stelle in der Bauabteilung der Kaiserlichen Reichspost. 1911 ging Hoffmann als Postbauingenieur nach Hannover, 1912 nach Breslau und 1914 nach Berlin. Vermutlich meldete er sich als Kriegsfreiwilliger bei Ausbruch des Ersten Weltkriegs. 1920 wurde Hoffmann zum Postbaurat ernannt, 1924 erfolgte die Ernennung zum Oberpostbaurat. 1934 wurde Willy Hoffmann in den Ruhestand versetzt.
Viele der von ihm gestalteten Gebäude stehen heute unter Denkmalschutz.

## Bauten
(unvollständig)
- 1924–1926: Postamt W 30 (später Postamt 30 bzw. 1030) in Berlin-Schöneberg, Geisbergstraße 7/9
- 1925–1926: Postamt Niederschöneweide (später Postamt 119) in Berlin-Niederschöneweide, Fennstraße 9/11
- 1925–1928: Oberpostdirektion (Berlin) (später Landespostdirektion Berlin) in Berlin-Charlottenburg, Dernburgstraße (Baukeramik von John Martens)
- 1930: Umbau der Schalterhalle im Postamt Wilmersdorf 1 (später Postamt 31) in Berlin-Wilmersdorf, Uhlandstraße 85
- 1930–1931: Postamt Lichtenrade (später Postamt 49) in Berlin-Lichtenrade, Bahnhofstraße 5/6
- 1933: Vermittlungsstelle „Hochmeister“ und „Bleibtreu“ mit Postamt Halensee 2 (später Postamt 311) in Berlin-Wilmersdorf, Hochmeisterplatz (Abriss 2017)